# Alíartos
Alíartos (en grec moderne : Αλίαρτος) est un village du dème d’Alíartos-Thespiés, au sein de la périphérie de Grèce-Centrale, dans le district régional de Béotie, en Grèce.
À l'est du village, le long de la route nationale, se situe la tour d'Alíartos, un monument datant de la fin du Moyen Âge. La localité tire son nom de la cité antique d'Haliarte.